# 染色箭毒蛙
染色箭毒蛙（學名：Dendrobates tinctorius），又名雜色箭毒蛙，屬箭毒蛙科（也稱樹棘蛙科）箭毒蛙屬，為有毒的動物之一。

## 外表描述
染色箭毒蛙主要腹部藍色，背部黃色或米色並有著黑色的大型斑塊，另外有多種不同的色型。牠的體長4到5公分之間，對箭毒蛙來說算大。然而這種蛙是絕對不能碰的，因為它的皮腺能產生強毒，對大多數的人和動物都有致命的威脅。

## 生態和行為
染色箭毒蛙的麻痹神經毒素並非由蛙本身所產生，而是來自其它昆蟲。由於蛙養殖場（通常為寵物市場）缺乏防禦它的抗毒素，所以幾乎沒有人工養殖。和多數青蛙不同的是，在陸地上產卵，通常是產在岩石之下或是有苔蘚的地方。

## 分布
南美洲東北部，包括蓋亞那、蘇利南、法屬圭亞那和巴西。